# Journal of Physics: Condensed Matter
Journal of Physics: Condensed Matter je nedeljni recenzirani naučni časopis koji je uspostavljen 1989. godine i koji objavljuje izdavačka kuća IOP Publishing. Ovaj časopis pokriva sve oblasti fizike kondenzovane materije uključujući mekanu materiju i nanostrukture. Glavni urednik je Jason Gardner (Nacionalni istraživački centar sinhrotronske radijacije i Australijska organizacija za nuklearnu nauku i tehnologiju).
Časopis je formiran spajanjem Journal of Physics C: Solid State Physics i Journal of Physics F: Metal Physics 1989. godine.
Po izveštaju Journal Citation Reports, ovaj časopis je 2015. godine imao faktor impakta od 2.209.

## Spoljašnje veze
- Zvanični veb-sajt